# Plan Dalton
Pour les articles homonymes, voir Dalton.

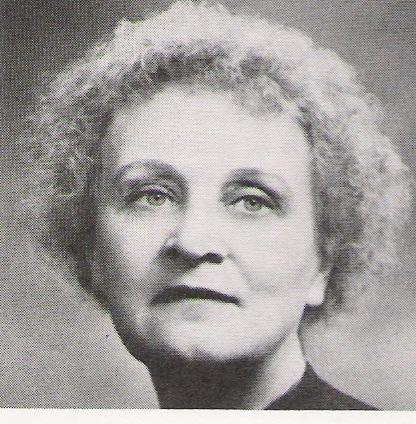
Helen Parkhurst

Le Plan Dalton est le nom de la première méthode de pédagogie différenciée créée par Helen Parkhurst, à partir de la méthode Montessori.
Le plan doit son nom à la ville de Dalton, Massachusetts où elle fut tout d'abord expérimentée.
En 1917, dans une école du Massachusetts, les élèves peuvent travailler à leur rythme, en autonomie et répartissent leurs tâches comme ils l'entendent, à partir de "contrats" passés dans chaque discipline.
L'enseignant vient en aide et contrôle le travail.
L'originalité de cette méthode peut se résumer en deux points :
- la méthode du contrat : l'enfant accepte par contrat de se lier à l'école et d'apprendre certaines matières. Il s'agit donc d'une décision initiale de sa part.
- l'enseignement est individualisé au maximum. L'enfant s'aide de fiches auto-correctives, la progression est fixe basée sur l'auto-contrôle. Il travaille à son rythme, en se faisant aider du professeur.